# Yves Pagès
Pour les articles homonymes, voir Pagès.
Œuvres principales
- Le Théoriste

Yves Pagès, né le 24 septembre 1963 à Paris est un écrivain et un éditeur français.

## Biographie
Dans sa jeunesse, Yves Pagès a été pion, veilleur de nuit, libraire, pigiste, magasinier, vacataire à l’université Paris 8 (Saint-Denis), tout en préparant sa thèse de doctorat sur Louis-Ferdinand Céline. Il fut pensionnaire à la Villa Médicis en 1996-1997.
Depuis 1990, comme écrivain, il a publié une dizaine d’œuvres de fiction et publié divers textes courts dans des revues et journaux tels que NRV, TIJA, Les Inrockuptibles, La Quinzaine littéraire, R de Réel, Inculte. Il a contribué à de nombreux ouvrages collectifs comme Douze et amères (Fleuve noir, 1997), Le Siècle rebelle (Larousse, 1999), Doubles jeux (Seuil, 2000), Lettres de ruptures (Pocket, 2002), L’eEntreprise (La Découverte, 2003), La France invisible (La Découverte, 2006), et Toi aussi, tu as des armes, Poésie & politique (La Fabrique, 2011). Il a également produit quelques articles universitaires sur Louis Guilloux, Victor Serge ou Céline et collaboré occasionnellement à diverses revues de pensée critique, notamment Lignes, Vacarme, Il Manifesto, CQFD et Le Crieur.
Auteur d’un essai sur les énoncés politiques dans l'œuvre de Louis-Ferdinand Céline écrit à partir de sa thèse de doctorat, il a également conçu l’appareil critique de plusieurs recueils d’écrits politiques comme Le Rétif. Articles de Victor Serge parus dans l’anarchie, 1909-1912 (Librairie Monnier, 1989), Sorbonne 68, graffiti (Verticales, 1998), Carnet de route de l’incendiaire du Reichstag de Marinus van der Lubbe (en collaboration avec Charles Reeve, Verticales, 2003) et du volume posthume des œuvres de l'écrivaine-prostituée Grisélidis Réal intitulé Mémoires de l'inachevé (Verticales, 2011).
De sa complicité (comme dramaturge, assistant artistique et comédien) avec le metteur en scène François Wastiaux sont nés six spectacles, dont trois adaptations – Les Carabiniers (créé au Maillon de Strasbourg, 1991), Les Gauchers (créé lors de Théâtre en mai à Dijon, 1993) et Portraits crachés (créé à Anis Gras d'Arcueil, 2006) –, deux pièces originales – Les Parapazzi (créé au festival d’Avignon 1998) et Labo-Lubbe (créé au Théâtre de la Cité internationale, 2005) – ainsi qu'une « vraie-fausse conférence » audiovisuelle : Pouvoir Point (créé au Marathon de mots de Toulouse, 2008). Par la suite, il a proposé une autre performance en solo : Emplois fictifs et sommeil paradoxal (créé au Théâtre du Rond-Point, 2013).
Il est l'auteur de plusieurs fictions radiophoniques pour France Culture : L'Improviste (2001), Moi pas Tarzan toi Jeanne (2002) et Portraits crachés (2010). Il a co-scénarisé le moyen-métrage de César Vayssié (Elvis de Médicis, 1998) et joué dans son long métrage UFE un film-événement (2016). Avec le compositeur Luis Naón, il a signé le livret d’un oratorio, Sainte-Nitouche, la fille ni bien ni mal (2002), et une adaptation de Portraits crachés en « pièce musicale pour accordéon, percussion et sons fixés » (Maison de la Radio, 2016). Avec le metteur en scène Benoît Bradel, il a coécrit le spectacle à la fois filmique et scénique L'Invention de la girafe (2004) et collaboré à Je te souviens (2015), adapté de fragments de Souviens-moi et de I remember de Joe Brainard.
En 1997, il rejoint son éditeur Bernard Wallet qui venait de créer les éditions Verticales, en tant qu'auteur (Prière d'exhumer, 1997), mais aussi en tant qu'assistant, puis éditeur à part entière, après le rachat par Le Seuil en 1999. À la suite du départ en retraite de son fondateur, en 2009, Yves Pagès assume avec Jeanne Guyon la direction littéraire du catalogue des éditions, dont le capital appartient aux éditions Gallimard depuis 2004. Il y promeut l'écriture de fiction sous toutes ses formes[source insuffisante], au-delà du diktat étroit de la linéarité romanesque[source insuffisante].
En 2009, il crée, avec la complicité graphique de Philippe Bretelle et d'Alexandre Mouawad, le site archyves.net sur lequel il anime le blog pense-bête où sont mis en regard textes de fiction, images et essais intempestifs. Outre l'exposition des matériaux textuels et visuels liés à ses propres écrits, il met en lumière plusieurs écrivains, penseurs et artistes dits de « prédilection » : Jean-Luc Hennig, Guy Hocquenghem, Paolo Virno, Thomas Harlan, Georges Perec, Yüksel Arslan, Tania Bruguera, Zoo Project, etc.
Il consacre également de longs articles à quelques thèmes d'actualité sur son blog. Sa pratique amateur de la photo numérique, exposée sur son blog, donnera lieu à la publication d'un livre, Photomanies (2015). En marge de son intérêt pour le street-art, il a engagé une collecte systématique de graffitis textuels qui a été reprise en volume, Tiens, ils ont repeint ! 50 ans d'aphorismes urbains de 1968 à aujourd'hui, avec le graphiste Philippe Bretelle (2017).
En 2021 paraît son essai Il était une fois sur cent, « un ouvrage entre objet littéraire, encyclopédie et essai sociologique » : après avoir, pendant plusieurs années, noté des centaines de statistiques sur divers sujets « sans trop savoir qu’en faire », il propose un texte ironique faisant le choix de s’intéresser « aux presque rien sur cent, ces taches aveugles du panorama collectif », loin du 1 % « d’ultra-riches imposables nulle part et s’imposant partout. » Pour le sociologue Emmanuel Didier, Il était une fois sur cent « décortique la machine comptable à partir d’une collecte minutieuse d’aphorismes statistiques. »
En 2023, il publie Les chaînes sans fin, un nouvel essai dans lequel il entend critiquer la vision technocratique d'un progrès technologique sans fin, téléologique, qui construirait une évolution continue de brevets en brevets.

## Œuvres

### Fictions
- La Police des sentiments, Denoël, 1990
- Les Gauchers, Julliard, 1994
- Plutôt que rien, Julliard, 1995
- Prière d’exhumer, Verticales, 1997
- Petites Natures mortes au travail[13], Verticales, 2000 ; Folio, 2007
- Le Théoriste, Verticales, 2001 — prix Wepler
- L'Homme hérissé. Liabeuf tueur de flic, L'Insomniaque, 2002 ; rééd. Baleine noire, 2009 ; rééd. Libertalia, 2020
- Portraits crachés, Verticales, 2003 ; rééd. 2013
- Le Soi-disant, Verticales, 2008
- Souviens-moi, L'Olivier, 2014
- Encore heureux, L'Olivier, 2018

### Essais
- Les Fictions du politique chez L.-F. Céline, coll. « Univers historique », Seuil, 1994 ; rééd. coll. « Tel », Gallimard, 2010
- « Prostitué(e)s » et « Intermittents de l'emploi » in La France invisible, La Découverte, 2006
- « De quelques point d'intersection » in Toi aussi, tu as des armes, Poésie & politique, avec J.-C. Bailly, J.-M. Gleize, H. Jallon, V. Pittolo et N. Quintane, La Fabrique, 2011
- « Le pseudo-complot Illuminati », in Revue du crieur, juin 2015
- « La véritable histoire de l'incendiaire du Reichstag », in Jef Klak, janvier 2021
- « Jean Genet, un cinéaste en puissance(s) », in revue Europe, mars 2021
- Il était une fois sur cent – Rêveries fragmentaires sur l'emprise statistique, éditions La Découverte, coll. « Zones », 2021
- Les chaînes sans fin – Histoire illustrée du tapis roulant, éditions La Découverte, coll. « Zones », 2023.

### Théâtre
- Les Parapazzi, Les Solitaires intempestifs, 1998

### Livres graphiques
- De quelques façons d'en revenir au même in Anatopées, avec des photographies d'Arnaud Lesage, éditions Gang, 2013
- Photomanies, Le Bec en l'air, 2015
- Tiens, ils ont repeint ! 50 ans d'aphorismes urbains de 1968 à aujourd'hui, avec le graphiste Philippe Bretelle, La Découverte, 2017

## Récompenses et distinctions

### Prix littéraires
- 2001 : prix Wepler pour Le Théoriste
- 2015 : prix littéraire de lycéens et apprentis d'Île-de-France